# Josip Tavčar
Josip Tavčar, slovenski pedagog, pisatelj, dramatik, esejist,  kritik in publicist, * 31. julij 1920, Dutovlje, † 27. november 1989, Trst.

## Življenjepis
Rodil se je očetu Josipu st. in materi Mihaeli (rojena Dutovelj). Tavčar je v Benetkah študiral germanistiko. Leta 1942 je bil vpoklican v italijansko vojsko in v Salernu končal oficirsko šolo in nato ostal častnik do konca vojne. Po vojni je od leta 1946 do 1948 najprej poučeval slovenščino in italijanščino na novoustanovljeni gimnaziji v Kopru ter medtem 1947. diplomiral v Neaplju, potem pa do 1988. učil angleščino na več srednjih šolah v Trstu. Hkrati je od leta 1969 do 1981 deloval kot umetniški vodja in dramaturg ter predsednik upravnega odbora Slovenskega stalnega gledališča v Trstu in bil zunanji sodelavec Radia Trst A in odgovorni urednik Literarnih vaj (1951 do 1973).
Kot kritik in esejist je bil tudi posrednik med italijansko in slovensko kulturo. Gledališke kritike in članke o slovenski kulturi je pripravljal zlasti za Radio Trst A, v slovenskem periodičnem tisku pa je poročal o dosežkih italijanske literature. Bil je med ustanovitelji literarnega zbornika Tokovi (Trst 1956) ter pobudnik in sourednik zgodovinskega pregleda slovenskega gledališča Il teatro sloveno (Padova, 1975)

## Literarno delo
Tavčar je sprva pisal predvsem radijske igre v italijanskem jeziku, ob stiku s slovenskim okoljem pa je italijanščino popolnoma opustil in se posvetil pisanju v slovenščini. V različnih revijah in časopisih je od 1955. do 1959. objavil več socialnih in psiholoških novel (Oskrunjevalec avtomobilov, Tržaški Zaratustra, Via della salita, Ignacij Klučar in druge). Uveljavil pa se je z dramskimi besedili, v katerih obravnava predvsem razmerje sodobnega človeka do stehniziranega okolja. Njegove drame poudarjajo nravstvene vrednote in potrebo po notranjem ravnovesju. Večino njegovih del je uprizorilo tržaško Slovensko stalno gledališče. Napisal je tudi precej radijskih iger za Radio Trst A. Njegova najpomembnejša dela so: tridejanka Prihodnjo nedeljo (1957), fantazija v dveh dejanjih Pekel je vendar pekel (1959), dramski monolog Ogledalo (1959), komedija v treh dejanjih Nicky, zlati deček (1959), tridejanka Zeh pred smrtjo (1962), igra v treh dejanjih Honolulu (1963), tragična fantazija v dveh dejanjih Mrtvi kanarček (1966), farsa Red mora biti (1969), radijska igra Na skali (1971).